# Łabuńki Pierwsze
Łabuńki Pierwsze – wieś w Polsce położona w województwie lubelskim, w powiecie zamojskim, w gminie Łabunie.
W latach 1975–1998 miejscowość administracyjnie należała do województwa zamojskiego.
Wieś jest sołectwem w gminie Łabunie. Według Narodowego Spisu Powszechnego z roku 2011 wieś liczyła 1044 mieszkańców.
W latach dziewięćdziesiątych wybudowano w Łabuńkach szkołę podstawową i gimnazjum. Szkoła Podstawowa nosi imię Prymasa Stefana Wyszyńskiego.
Wierni Kościoła rzymskokatolickiego należą do parafii Matki Bożej Szkaplerznej i św. Dominika w Łabuniach.

## Historia
Łabuńki, dziś Łabuńki Pierwsze i Łabuńki Drugie.
Według Słownika geograficznego Królestwa Polskiego z roku 1884 Łabuńki, wieś z folwarkiem w powiecie zamojskim, gminie i parafii Łabunie. Wieś leży na równinie nad rzeką Łabuńką, przy drodze bitej od Zamościa do granicy austriackiej w odległości 6 wiorst od Zamościa, 4 wiorsty od Łabuń i 25 wiorst od Tomaszowa. Gleba popielatka, pomieszana z piaskiem i borowiną. Piękny pałac tutejszy posiada bibliotekę (według noty słownika 4000 tomów) oraz zbiór obrazów i dzieł sztuki. Park otaczający pałac stanowi cel wycieczek letnich mieszkańców Zamościa. Była tu dawniej cerkiew grecko unicka, przeniesiona do Zamościa. W 1827 roku Łabuńki miały 47 domy i 336 mieszkańców, w roku 1884 68 domów i 728 mieszkańców w tej liczbie 682 katolików 9 ewangelików pozostali wyznania prawosławnego. Do włościan należy wówczas 65 osad i 1058 mórg ziemi.

Według spisu powszechnego z 1921 r. – już 118 domów oraz 782 mieszkańców, w tym 9 Żydów i 3 Ukraińców.
W 1648 roku stał w Łabuniach obozem Bohdan Chmielnicki, oblegając Zamość, i stąd na wieść o elekcji Jana Kazimierza cofnął się na Ukrainę. Dotąd jak pisze Chlebowski znajdują się tu okopy nazywane „szwedzkiemi”. Opis Łabuniek i widok pałacu podał Tygodnik Illustrowany z 1881 roku.
II Wojna Światowa
W okresie okupacji niemieckiej 10 grudnia 1942 r. wieś została wysiedlona a ludność wywieziono początkowo do obozu w Zamościu, później częściowo do Oświęcimia, częściowo do Łaskarzewa.

## Zabytki
- zespół pałacowy datowany na początek XIX wieku, wpisany do rejestru pod nr: A/411 z 17.04.1968[11]. – zespół składa się: z pałacu, oficyny, parku.